# Cladonia nudicaulis
Cladonia nudicaulis är en lavart som beskrevs av S. Hammer. Cladonia nudicaulis ingår i släktet Cladonia och familjen Cladoniaceae.   Inga underarter finns listade i Catalogue of Life.